# دنشوتای

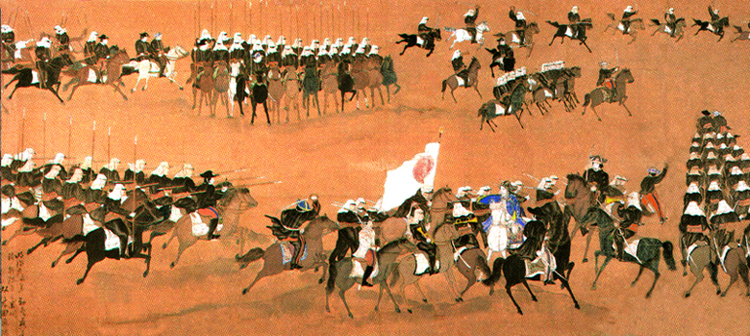
سپاه شوگون‌سالاری توکوگاوا به سبک فرانسوی در اواخر دوره ادو

دنشوتای (به ژاپنی: 伝習隊 Denshūtai) یک گروه از سربازان نخبه شوگون سالاری توکوگاوا در طی دوره باکوماتسو در ژاپن بود. این گروه توسط اوتوری کیسوکه و با کمک میسیونرهای نظامی فرانسه در ژاپن (۶۸–۱۸۶۷) تشکیل شد. این گروه از ۸۰۰ مرد تشکیل شده بود.